# Август I (великий герцог Ольденбургу)
Август I (нім. August von Oldenburg; 13 липня 1783 — 27 лютого 1853) — великий герцог Ольденбургу в 1829—1853 роках.

## Життєпис

### Молоді роки
Походив з династії Гольштейн-Готторп. Старший син Петера, князя-єпископа Любеку й адміністратора Ольденбургу, та Фредеріки Вюртемберзької. Народився 1783 року в Растеде, отримавши ім'я Пауль Фрідріх Август. 1785 року втратив матір. Разом з братом виховувався та здобував домашню освіту, систему якої розробив особисто їх батько.
У 1803 році поступив до Лейпцизького університету, де навчався до 1805 року. Потім в 1805—1807 роках проходив навчання у Великій Британії, а в 1809—1810 роках — Італії. 1808 року супроводжував батька на Ерфуртський конгрес.

### На російській службі
1811 року після окупації Французькою імперією герцогства Ольденбург разом з родиною емігрував до Російської імперії. Тут став зватися Павло Петрович Ольденбурзький. Отримав звання генерал-лейтенанта з призначенням генерал-губернатором Естляндської губернії, а також шефом Першого єгерського полку та полковником лейб-гвардії Преображенського полку.
1812 року з початком вторгнення Наполеона I до Росії приєднався до головного штабу Західної армії в Вільно. Брав участь у Бородінській битви.Виступав проти залишення Москви. звитяжив у битві біля Тарутіно, де був поранений, нагороджений золотою шаблею з написом «За хоробрість!». Потім брав участь у битві під Красним. після раптової смерті брата Геогра в грудні 1812 року відізвано до імператорського двору. Отримав орден Св. Геогрія 2-го ступеню. Брав участь у військовим кампаніях 1813 і 1814 років проти Франції. Потім повернувся до Естляндії, де застосовував зусилля задля ліквідації кріпацтва.

### В Ольденбурзі
1816 року повернувся до Льденбургу. 1817 року одружився з представницею Ангальтських Асканіїв. Втім 1820 став вдівцем. Цього ж року фактично перебрав владу в герцогстві Ольденбурзькому, оскільки його батько був хворим. 1823 року отримав від російського імператора чин генерала інфантерії. 1825 року одружився вдруге, але дружинна померла 1827 року.
1829 року після смерті батька став великим герцогом Ольденбурзьким. Спочатку намагався зберегти існуючий лад в державі. Втім 1830 року під тиском події за наслідками Липневої революції у Франції вимушений був видати прокламацію, в якій обіцяв впровадження конституції. 1831 року одружився втретє. Того ж року запровадив муніципальний кодекс. 1832 року було розроблено доволі обмежену конституцію, але її запроваджено лише після революційних події 1848 року. У 1849 року після погодження з ландтагом доволі ліберальна Конституція Ольденбургу вступила в дію.
Разом з тим він дбав про сільське господарство, транспорт, соціальний добробут, мистецтво та науку. Торгівля процвітала вздовж нижнього Везера та Яде, а місто Ольденбург перетворилося на один із культурних центрів Північно-Західної Німеччини.
У 1850 року підтримав ідею російської імперії та Данії щодо передачі трону Данського королівства синові Ніколаусу Петеру. Втім через внутрішній спротив міністрів відмовився від цього плану. Спроби великого герцога контролювати уряд викликало декілька криз. 1852 року домігся перегляду ліберальних положень конституції на консервативні. Помер 1853 року. Йому спадкував син Ніколаус Петер.

## Родина
1. Дружина — Адельгейда, донька Віктора II Асканія, князя Ангальт-Бернбург-Шаумбург-Гойма
Діти:
- Амалія (1818—1875), дружина Оттона I Віттельсбаха, короля Греції
- Фредеріка (1820—1891), дружина барона Максиміліана Еммуаеля фон Вашингтона

2. Дружина — Іда, донька Віктора II Асканія, князя Ангальт-Бернбург-Шаумбург-Гойма
Діти:
- Ніколаус Петер (1827—1900), великий герцог Ольденбуруг

3.Дружина — Сесілія, донька Густава IV Адольфа, короля Швеції
Діти:
- Олександр Фрідріх Густав (1834—1835)
- Ніколаус Фрідріх Август (1836—1837)
- Антон Гюнтер Фрідріх Елімар (1844—1895)